# Andrej Rozman Roza
Andrej Rozman Roza (eigentlich: Andrej Rozman; * 25. Mai 1955 in Ljubljana, Jugoslawien) ist ein slowenischer Dichter, Dramatiker, Schriftsteller und Übersetzer.

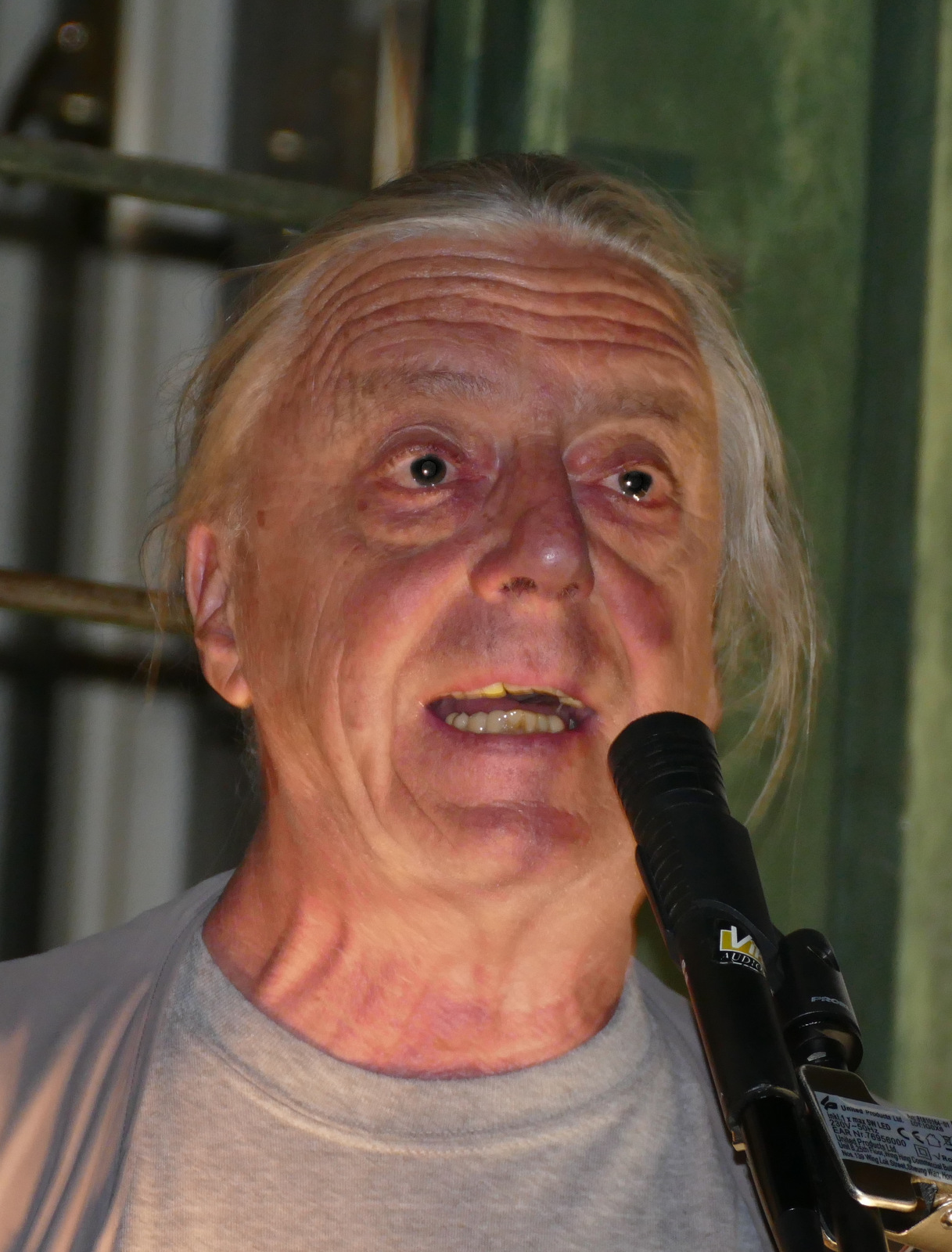
Andrej Rozman Roza

## Leben und Werk
Rozman Roza studierte Slowenistik an der Philosophischen Fakultät der Universität Ljubljana, brach das Studium jedoch ab. 1978 gründete er zusammen mit Freunden das Straßentheater Predrazpadom („VormZusammenbruch“) und organisierte zahlreiche Gastspiele internationaler Straßentheater. 1981 gründete er dann das alternative Theater Ana Monró, das bis heute besteht und einen bedeutenden Einfluss auf die slowenische Theaterszene hatte. So fungierte es als Wegbereiterin auf dem Gebiet des Straßentheaters, Improvisationstheaters und des satirischen Theaters. Rozman Roza war bis 1995 Leiter des Theaters. 2003 gründete er mit dem Rozinteater sein eigenes Theater, das er nach wie vor betreibt. Er lebt als freischaffender Künstler in Ljubljana.
Rozman Roza ist für sein humoristisches und satirisches Wirken mit gesellschaftskritischem Impetus bekannt. Er ist Autor zahlreicher Prosa- und Gedichtbände für Kinder und Erwachsene. Sein Schreiben ist stets von Humor, Satire und Komik geprägt. Weiterhin stammen unzählige Komödien sowie moderne Adaptionen klassischer Theaterstücke aus seiner Feder. 2009 gründete er die Zaničniška verska skupnost (etwa: Nichtigkeitsglaubensgemeinschaft), die sich für eine Steuerbefreiung auf Bücher und die Pflege der slowenischen Sprache einsetzt. 2017 kündigte er seine Kandidatur für die Präsidentschaftswahlen in Slowenien an, erhielt jedoch nicht die dafür erforderliche Unterstützung.
Außerdem tritt er gelegentlich als Übersetzer in Erscheinung, hauptsächlich von Dramentexten (u. a. von William Shakespeare und Heinrich von Kleist).
Roza ist eigentlich Rozmans Spitzname. Er trägt ihn, um sich vom gleichnamigen slowenischen Slowakisten und Übersetzer Andrej Rozman abzugrenzen, da es häufig zu Verwechslungen kam. Er ist Mitglied des Slowenischen Schriftstellerverbands.

## Auszeichnungen
Für sein Werk erhielt Rozman Roza zahlreiche Auszeichnungen, u. a.:
- 1984: Zlata ptica
- 1986: Stane-Sever-Preis (Nagrada Staneta Severja)
- 1999: Levstik-Preis
- 2005: Ježek-Preis (Ježkova nagrada)
- 2009: Župančič-Preis (Župančičeva nagrada)
- 2010: Preis des Prešeren-Fonds
- 2019: Večernica-Preis (Večernica)
- 2021: Levstik-Preis für sein Lebenswerk